# Cultuurfonds Mode Stipendium
Het Cultuurfonds Mode Stipendium (voorheen het Prins Bernhard Cultuurfonds Mode Stipendium) is een jaarlijkse prijs voor Nederlandse getalenteerde modeontwerpers die uitmunten in artistieke kwaliteit.

## Achtergrond
De prijs werd in 2011 ingesteld door het Prins Bernhard Cultuurfonds (thans Het Cultuurfonds) en kan worden uitgereikt dankzij een jaarlijkse gift van een anonieme mecenas. Het doel van de prijs is om de ontvanger zich artistiek en zakelijk verder te laten ontwikkelen.
De prijs bestaat uit een geldbedrag van 50.000 euro en een ketting, ontworpen door Atelier Ted Noten. De ketting wordt van ontvanger op ontvanger doorgegeven.

## Gelauwerden
- 2025 - Duran Lantink[1]
- 2024 - Camiel Fortgens[2]
- 2023 - Mohamed Benchellal[3]
- 2022 - Maison The Faux[4]
- 2021 - Claes Iversen[5]
- 2019 - Erik Frenken[6]
- 2018 - Bas Kosters[7]
- 2017 - Ronald van der Kemp[8]
- 2016 - Iris van Herpen[9]
- 2015 - Youasme Measyou[10]
- 2013 - Jan Taminiau[11]
- 2013 - Truus en Riet Spijkers[12]
- 2012 - Francisco van Benthum[13]
- 2011 - Ilja Visser[14]